# In the Footprints of Mozart
In the Footprints of Mozart è un cortometraggio muto del 1914 diretto da Tom Ricketts. Prodotto dalla American Film Manufacturing Company da un soggetto di Clarence J. Harris, il film aveva come interpreti Edward Coxen, Winifred Greenwood, George Field, Charlotte Burton.

## Trama
Stanton, povero compositore che cerca di affermarsi, non ha fortuna e l'aristocratica madre di Ruth, la sua fidanzata, costringe la figlia a lasciarlo. Un vecchio vicino cerca di consolarlo dicendogli che la vita è solo un sogno vuoto e che la musica ha un potere salvifico. Da solo, Stanton osserva i tratti silenziosi del busto di Mozart e riflette sul grande maestro. Ricorda la composizione del Requiem, la grande tragedia della sua morte, l'interramento in terra sconosciuta. Vede la moglie di Mozart posare una piccola corona ai piedi della croce e crede di sentire il coro del cielo cantare il Gloria. Prende il coraggio e il suo violino e, aprendo la finestra, suona anche lui il Gloria, mentre il vicino ascolta quei suoni celestiali. Ruth si rivolge alla madre dicendole che preferisce patire la fame con l'amato che lasciarlo. E torna da lui. Lui le mostra del denaro che ha avuto da uno sconosciuto che ha sentito la sua magnifica musica e ha scoperto questo nuovo compositore. Lascia la pagnotta mezzo mangiata mentre Ruth prende in mano la piccola corona di foglie secche dalla foto di Mozart e posarla sulla fronte del suo amante.

## Produzione
Il film fu prodotto dall'American Film Manufacturing Company.

## Distribuzione
Distribuito dalla Mutual, il film - un cortometraggio in due bobine - uscì nelle sale cinematografiche degli Stati Uniti il 18 maggio 1914.